# Кучи
Кучите са локална субетническа общност в източната част на Черна Гора (североизточно от Подгорица) по границата с Албания с планината Жиево от Проклетия, като региона който обитават носи и името им. В региона на кучите в Албания има и вулгарни имена като Затриебач. 

## Кучки регион
Регионът който обитава локалния субетнос (наричан често в сръбската историография и като кучка жупа, нахия или крайна) достига на север най-високия връх на планината Комови – Кучки Ком; на запад достига каньона на река Морача; на югозапад започва от първите възвишения над Подгорица, а на изток стига до каньона на река Циевна. 
На север от кучите е субетноса на васоевичите, на изток – климентите, на запад – пиперите, а на юг – Шкодренското езеро с Рибница. На северозапад от кучите, през Мала река с преди това най-високия железопътен мост на света са съседните им родствени братоножичи. 
Средищен център на кучите е Медун, т.е. античния – Метеон.

## Произход и етимология
Според сръбските историци, кучите ведно със съседните им арбанаси населяват днешните си земи още от преди известната битка при Бар в региона. 
Голяма част от сръбските историци ги считат за албанци. Милош Милоевич ги приема за стари сърби, понеже преданието счита за тяхна родина земята на Стара Сърбия. 
Според първото османско преброяване на населението в Черна гора от 1582/83 г., в областта Кучи има 13 села католици. .

## История
През 1694 г., по времето на т.нар. голяма турска война, кучите заедно със съседните им хоти вдигат антиосманско въстание. 
През 18 век, кучи заедно с Васоевичи, хоти и клименти, са независими от Османската империя планинци, и са част от така наречените седем племена от бърдата, които обаче не са част от Стара Черна гора, т.е. средновековна Зета (владение). 
През 1855 г. черногорският войвода Мирко Петрович-Негош обвинява кучите в предателство към черногорската кауза, респективно – в съюз с турския паша на Шкодра. Предприема и въоръжен поход срещу кучите в резултат от който са убити между 131 и 243 кучи, сред които много деца, жени и старци. 

## Демография
В средата на 19 век кучите броели 15 хиляди, от които 2750 годни да носят оръжие. 
Кучите са обединени в общности, наречени братства, а традиционно винаги са живели обединени в задруга. 

## Известни личности
- Марко Милянов